# Conolophia aemula
Conolophia aemula är en fjärilsart som beskrevs av W. Warren 1894. Conolophia aemula ingår i släktet Conolophia och familjen mätare. Inga underarter finns listade i Catalogue of Life.

## Bildgalleri

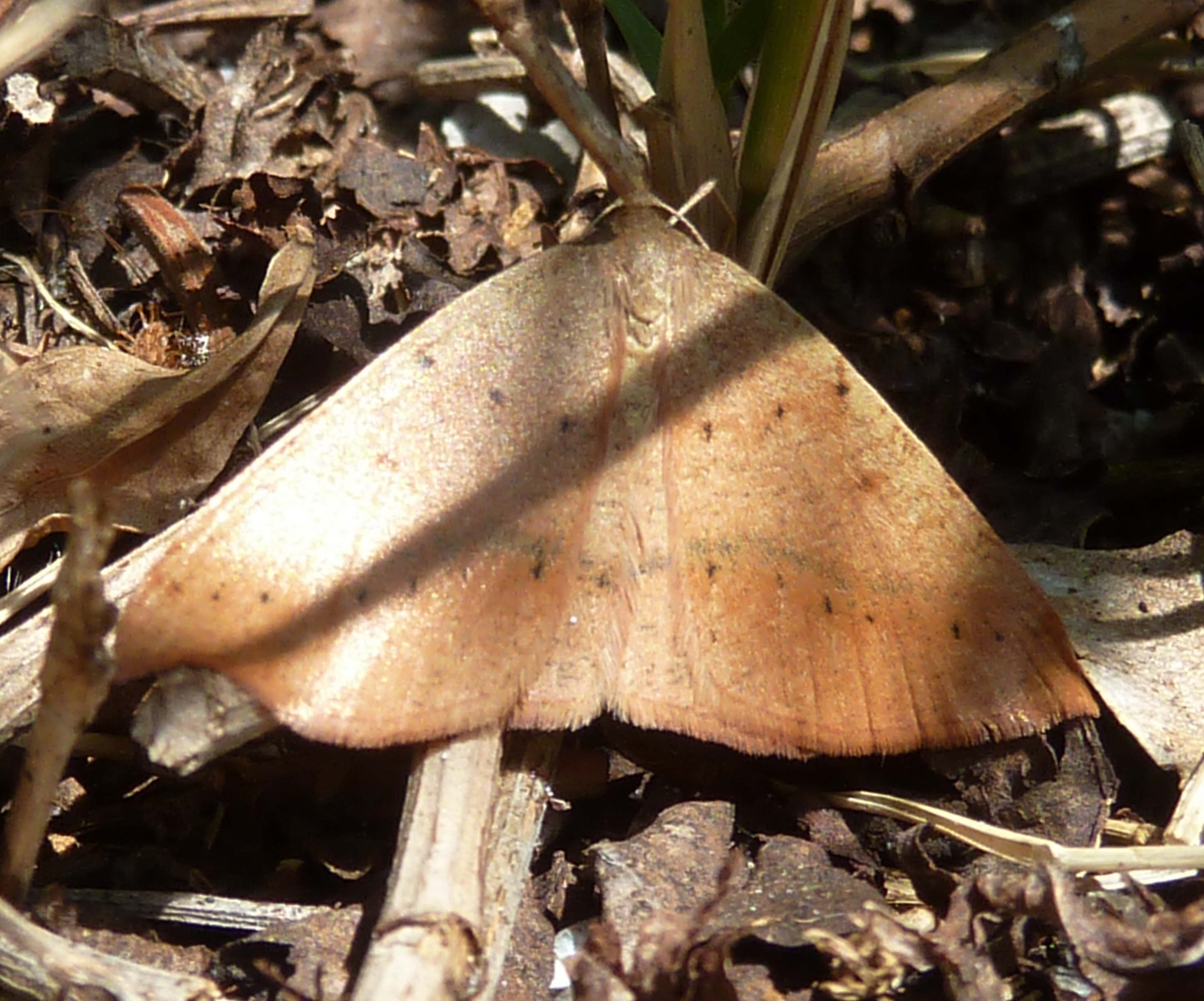